# 966

## Събития
- Полският княз Мешко I приема християнството от Римската църква.